# Copa Libertadores 2009

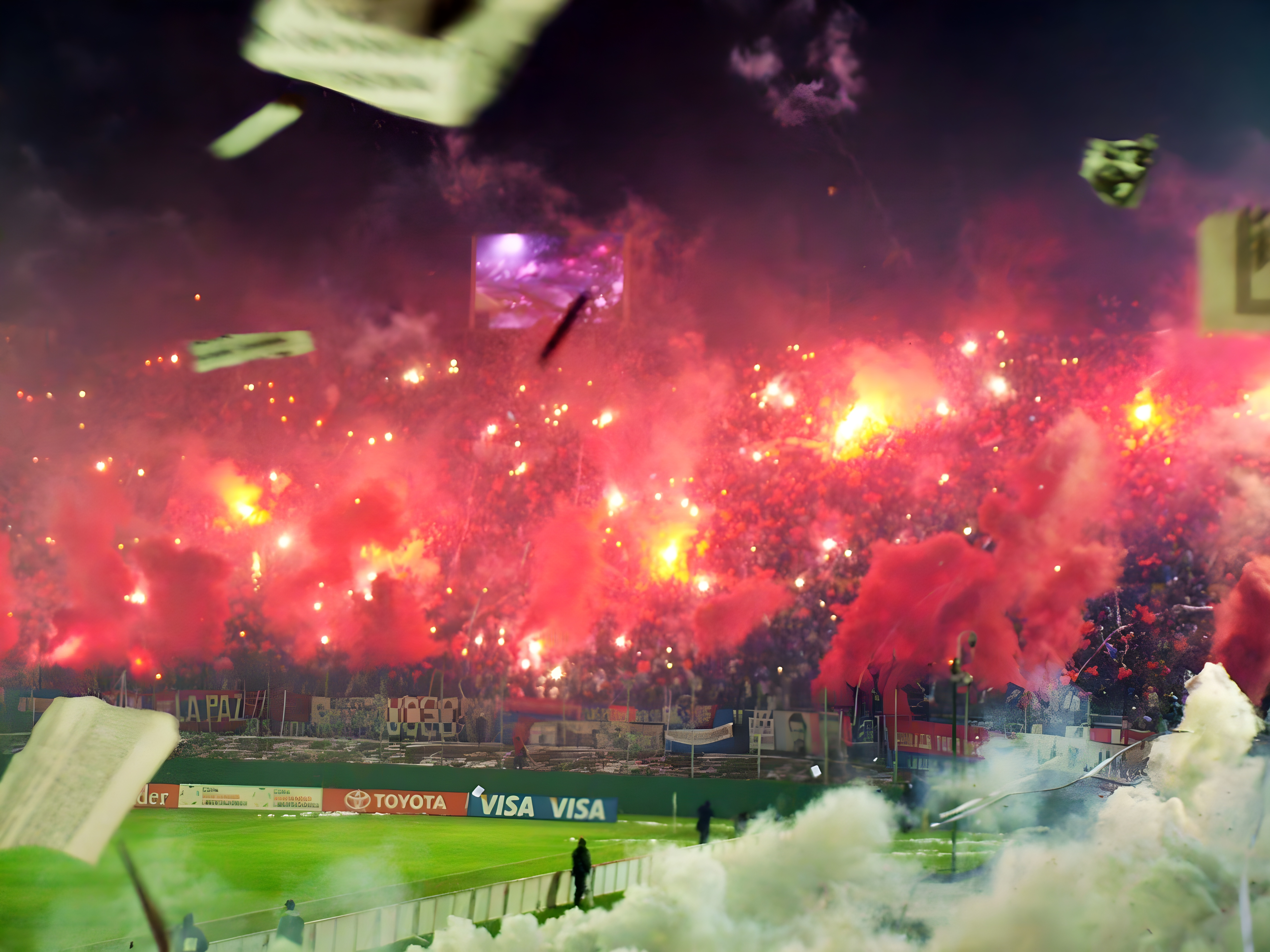
Semifinálový zápas Copa Libertadores.

Ročník 2009 Poháru osvoboditelů (španělsky Copa Libertadores) byl 50. ročníkem klubové soutěže pro nejlepší jihoamerické fotbalové týmy. Vítězem se stal tým Estudiantes, který tak postoupil na Mistrovství světa ve fotbale klubů 2009.

## Účastníci
Účastnilo se 5 týmů z Argentiny a 5 z Brazílie. Z ostatních členských zemí CONMEBOL se účastnily 3 týmy. Dále ekvádorské LDU Quito, obhájce titulu (Ekvádor měl tudíž 4 týmy). Byly také pozvány 3 týmy z Mexika, které je členem CONCACAF. Nejhůře umístěné týmy jednotlivých zemí se účastnily předkola.

## Předkolo
Úvodní zápasy se hrály v termínu kolem 27. ledna, odvety kolem 4. února.
| Domácí v 1. zápase      | Celkem  | Hosté v 1. zápase       | 1. zápas | 2. zápas |
| ----------------------- | ------- | ----------------------- | -------- | -------- |
| Independiente Medellín  | 4:0     | CA Peñarol              | 4:0      | 0:0      |
| Sporting Cristal        | 2:2 (v) | Estudiantes de La Plata | 2:1      | 0:1      |
| CD El Nacional          | 3:8     | Club Nacional           | 0:5      | 3:3      |
| Deportivo Anzoátegui    | 2:3     | Deportivo Cuenca        | 2:0      | 0:3      |
| Palmeiras São Paulo     | 7:1     | Real Potosí             | 5:1      | 2:0      |
| CF Universidad de Chile | (v) 2:2 | CF Pachuca              | 1:0      | 1:2      |

## Základní skupiny
Skupinová fáze se hrála od 10. února do 30. dubna 2009.
|  | Tým postoupil do osmifinále. |

### Skupina 1
| Tým          | Z | V | R | P | VG | IG | +/- | B  |
| ------------ | - | - | - | - | -- | -- | --- | -- |
| Sport Recife | 6 | 4 | 1 | 1 | 10 | 7  | +3  | 13 |
| Palmeiras    | 6 | 3 | 1 | 2 | 9  | 7  | +2  | 10 |
| Colo-Colo    | 6 | 2 | 1 | 3 | 9  | 7  | +2  | 7  |
| LDU Quito    | 6 | 1 | 1 | 4 | 6  | 13 | −7  | 4  |

|              | COL | LDU | PAL | SPO |
| ------------ | --- | --- | --- | --- |
| Colo-Colo    | –   | 3–0 | 0–1 | 1–2 |
| LDU Quito    | 1–1 | –   | 3–2 | 2–3 |
| Palmeiras    | 1–3 | 2–0 | –   | 1–1 |
| Sport Recife | 2–1 | 2–0 | 0–2 | –   |

### Skupina 2
| Tým               | Z | V | R | P | VG | IG | +/- | B  |
| ----------------- | - | - | - | - | -- | -- | --- | -- |
| CA Boca Juniors   | 6 | 5 | 0 | 1 | 11 | 3  | +8  | 15 |
| Deportivo Cuenca  | 6 | 3 | 1 | 2 | 9  | 4  | +5  | 10 |
| Deportivo Táchira | 6 | 3 | 0 | 3 | 6  | 9  | −3  | 9  |
| Guaraní           | 6 | 0 | 1 | 5 | 5  | 15 | −10 | 1  |

|                   | BOC | CUE | TÁC | GUA |
| ----------------- | --- | --- | --- | --- |
| CA Boca Juniors   | –   | 1–0 | 3–0 | 3–1 |
| Deportivo Cuenca  | 1–0 | –   | 3–1 | 4–0 |
| Deportivo Táchira | 0–1 | 1–0 | –   | 2–1 |
| Guaraní           | 1–3 | 1–1 | 1–2 | –   |

### Skupina 3
| Tým                    | Z | V | R | P | VG | IG | +/- | B  |
| ---------------------- | - | - | - | - | -- | -- | --- | -- |
| Nacional               | 6 | 4 | 2 | 0 | 12 | 3  | +9  | 14 |
| Universidad San Martín | 6 | 2 | 2 | 2 | 7  | 9  | −2  | 8  |
| River Plate            | 6 | 2 | 1 | 3 | 7  | 9  | −2  | 7  |
| Nacional               | 6 | 1 | 1 | 4 | 7  | 12 | −5  | 4  |

|                        | NA(P) | NA(U) | RIV | USM |
| ---------------------- | ----- | ----- | --- | --- |
| Nacional (PAR)         | –     | 0–3   | 4–2 | 1–1 |
| Nacional (URU)         | 3–1   | –     | 3–0 | 2–1 |
| River Plate            | 1–0   | 0–0   | –   | 3–0 |
| Universidad San Martín | 2–1   | 1–1   | 2–1 | –   |

### Skupina 4
| Tým                    | Z | V | R | P | VG | IG | +/- | B  |
| ---------------------- | - | - | - | - | -- | -- | --- | -- |
| São Paulo              | 6 | 4 | 1 | 1 | 10 | 6  | +4  | 13 |
| Defensor Sporting      | 6 | 2 | 2 | 2 | 5  | 5  | 0   | 8  |
| Independiente Medellín | 6 | 1 | 4 | 1 | 6  | 6  | 0   | 7  |
| América de Cali        | 6 | 0 | 3 | 3 | 3  | 7  | −4  | 3  |

|                        | AMÉ | DEF | DIM | SPO |
| ---------------------- | --- | --- | --- | --- |
| América de Cali        | –   | 0–0 | 1–1 | 1–3 |
| Defensor Sporting      | 1–0 | –   | 4–3 | 0–1 |
| Independiente Medellín | 0–0 | 0–0 | –   | 2–1 |
| São Paulo              | 2–1 | 2–1 | 1–1 | –   |

### Skupina 5
| Tým                    | Z | V | R | P | VG | IG | +/- | B  |
| ---------------------- | - | - | - | - | -- | -- | --- | -- |
| Cruzeiro               | 6 | 4 | 1 | 1 | 9  | 5  | +4  | 13 |
| Estudiantes            | 6 | 3 | 1 | 2 | 9  | 4  | +5  | 10 |
| Deportivo Quito        | 6 | 2 | 2 | 2 | 6  | 9  | −3  | 8  |
| Universitario de Sucre | 6 | 0 | 2 | 4 | 2  | 8  | −6  | 2  |

|                        | CRU | QUI | EST | UNI |
| ---------------------- | --- | --- | --- | --- |
| Cruzeiro               | –   | 2–0 | 3–0 | 2–0 |
| Deportivo Quito        | 1–1 | –   | 1–0 | 3–1 |
| Estudiantes            | 4–0 | 4–0 | –   | 1–0 |
| Universitario de Sucre | 0–1 | 1–1 | 0–0 | –   |

### Skupina 6
| Tým            | Z | V | R | P | VG | IG | +/- | B  |
| -------------- | - | - | - | - | -- | -- | --- | -- |
| Caracas        | 6 | 3 | 1 | 2 | 7  | 4  | +3  | 10 |
| CD Guadalajara | 6 | 2 | 3 | 1 | 9  | 6  | +3  | 9  |
| Everton        | 6 | 2 | 2 | 2 | 7  | 10 | −3  | 8  |
| Lanús          | 6 | 0 | 4 | 2 | 5  | 8  | −3  | 4  |

|                | CAR | EVE | GUA | LAN |
| -------------- | --- | --- | --- | --- |
| Caracas        | –   | 1–0 | 2–0 | 3–1 |
| Everton        | 1–0 | –   | 1–1 | 1–1 |
| CD Guadalajara | 1–0 | 6–2 | –   | 0–0 |
| Lanús          | 1–1 | 1–2 | 1–1 | –   |

### Skupina 7
| Tým                  | Z | V | R | P | VG | IG | +/- | B  |
| -------------------- | - | - | - | - | -- | -- | --- | -- |
| Grêmio               | 6 | 5 | 1 | 0 | 11 | 1  | +10 | 16 |
| Universidad de Chile | 6 | 3 | 1 | 2 | 8  | 6  | +2  | 10 |
| Boyacá Chicó         | 6 | 3 | 0 | 3 | 8  | 8  | 0   | 9  |
| Aurora               | 6 | 0 | 0 | 6 | 3  | 15 | −12 | 0  |

|                      | AUR | BOY | GRÊ | UCH |
| -------------------- | --- | --- | --- | --- |
| Aurora               | –   | 0–3 | 1–2 | 1–2 |
| Boyacá Chicó         | 2–1 | –   | 0–1 | 3–0 |
| Grêmio               | 2–0 | 3–0 | –   | 0–0 |
| Universidad de Chile | 3–0 | 3–0 | 0–2 | –   |

### Skupina 8
| Tým           | Z | V | R | P | VG | IG | +/- | B  |
| ------------- | - | - | - | - | -- | -- | --- | -- |
| Libertad      | 6 | 4 | 0 | 2 | 7  | 5  | +2  | 12 |
| San Luis      | 6 | 2 | 2 | 2 | 7  | 7  | 0   | 8  |
| Universitario | 6 | 2 | 2 | 2 | 6  | 7  | −1  | 8  |
| San Lorenzo   | 6 | 2 | 0 | 4 | 6  | 7  | −1  | 6  |

|               | LIB | SLO | SLU | UNI |
| ------------- | --- | --- | --- | --- |
| Libertad      | –   | 2–0 | 0–2 | 2–1 |
| San Lorenzo   | 0–1 | –   | 4–1 | 2–0 |
| San Luis      | 0–1 | 2–0 | –   | 2–2 |
| Universitario | 2–1 | 1–0 | 0–0 | –   |

## Vyřazovací část
Vyřazovací část se hrála systémem doma-venku. V případě rovnosti skóre rozhodovalo pravidlo venkovních gólů, které však nerozhodovalo ve finále. V případě, že pravidlo venkovních gólů nerozhodlo, přišel na řadu okamžitě penaltový rozstřel (nehrálo se prodloužení). Prodloužení by bylo užito pouze ve finále.
Postupující do vyřazovací části byli seřazeni do žebříčku (pozice 1.–8. zaujaly 1. týmy z každé základní skupiny, pozice 9.–16. zaujaly 2. týmy z každé základní skupiny). V osmifinále se utkal tým nasazený 1. s týmem 16., 2. tým s 15., atd.

### Kvalifikované týmy
| # | Tým             | B  | +/- | VG | VG venku |
| - | --------------- | -- | --- | -- | -------- |
| 1 | Grêmio          | 16 | +10 | 11 | 5        |
| 2 | CA Boca Juniors | 15 | +8  | 11 | 4        |
| 3 | Nacional        | 14 | +9  | 12 | 4        |
| 4 | São Paulo       | 13 | +4  | 10 | 5        |
| 5 | Cruzeiro        | 13 | +4  | 9  | 2        |
| 6 | Sport Recife    | 13 | +3  | 10 | 6        |
| 7 | Libertad        | 12 | +2  | 7  | 3        |
| 8 | Caracas         | 10 | +3  | 7  | 1        |

| #  | Tým                    | B  | +/- | VG | VG venku |
| -- | ---------------------- | -- | --- | -- | -------- |
| 9  | Deportivo Cuenca       | 10 | +5  | 9  | 1        |
| 10 | Estudiantes            | 10 | +5  | 9  | 0        |
| 11 | Palmeiras              | 10 | +2  | 9  | 5        |
| 12 | Universidad de Chile   | 10 | +2  | 8  | 2        |
| 13 | CD Guadalajara         | 9  | +3  | 9  | 2        |
| 14 | San Luis               | 8  | 0   | 7  | 0        |
| 15 | Defensor Sporting      | 8  | 0   | 5  | 1        |
| 16 | Universidad San Martín | 8  | −2  | 7  | 2        |

### Osmifinále
Úvodní zápasy hrány mezi 5. a 14. květnem, odvety mezi 12. a 21. květnem.
| Domácí v 1. zápase      | Celkem         | Hosté v 1. zápase       | 1. zápas | 2. zápas |
| ----------------------- | -------------- | ----------------------- | -------- | -------- |
| Palmeiras São Paulo     | 1:1 (3:1 pen.) | Sport Recife            | 1:0      | 0:1      |
| Universidad San Martín  | 1:5            | Grêmio Porto Alegre     | 1:3      | 0:2      |
| Deportivo Cuenca        | 2:5            | Caracas FC              | 2:1      | 0:4      |
| Estudiantes de La Plata | 3:0            | Club Libertad           | 3:0      | 0:0      |
| CF Universidad de Chile | 1:3            | Cruzeiro Belo Horizonte | 1:2      | 0:1      |
| San Luis FC             | *              | Nacional Montevideo     | –        | –        |
| CD Guadalajara          | *              | São Paulo FC            | –        | –        |
| Defensor Sporting Club  | 3:2            | CA Boca Juniors         | 2:2      | 1:0      |

* Mexické týmy byly vyloučeny kvůli vypuknutí pandemie Mexické prasečí chřipky. Jako náhrada za toto vyloučení byly přímo nasazeny do osmifinále v dalším ročníku.

### Čtvrtfinále
Úvodní zápasy hrány kolem 27. května, odvety kolem 17. června.
| Domácí v 1. zápase      | Celkem  | Hosté v 1. zápase       | 1. zápas | 2. zápas |
| ----------------------- | ------- | ----------------------- | -------- | -------- |
| Caracas FC              | 1:1 (v) | Grêmio Porto Alegre     | 1:1      | 0:0      |
| Cruzeiro Belo Horizonte | 4:1     | FC São Paulo            | 2:1      | 2:0      |
| Defensor Sporting Club  | 0:2     | Estudiantes de La Plata | 0:1      | 0:1      |
| Palmeiras São Paulo     | 1:1 (v) | Nacional Montevideo     | 1:1      | 0:0      |

### Semifinále
První zápasy hrány kolem 24. června, odvety v termínu kolem 1. července.
| Domácí v 1. zápase      | Celkem | Hosté v 1. zápase   | 1. zápas | 2. zápas |
| ----------------------- | ------ | ------------------- | -------- | -------- |
| Cruzeiro Belo Horizonte | 5:3    | Grêmio Porto Alegre | 3:1      | 2:2      |
| Estudiantes de La Plata | 3:1    | Nacional Montevideo | 1:0      | 2:1      |

### Finále
| 8. července 2009 21:50 UTC-3 |        |          |                                                                                         |
| Estudiantes                  | 0 – 0  | Cruzeiro | Estadio Ciudad de La Plata, La Plata diváci: 52 000 rozhodčí: Jorge Larrionda (Uruguay) |
|                              | Report |          | Estadio Ciudad de La Plata, La Plata diváci: 52 000 rozhodčí: Jorge Larrionda (Uruguay) |

| 15. července 2009 21:50 UTC-3 |        |                           | |
| Cruzeiro                      | 1 – 2  | Estudiantes               | Estádio Governador Magalhães Pinto (Mineirão), Belo Horizonte diváci: 65 000 rozhodčí: Carlos Chandía (Chile) |
| Henrique 52'                  | Report | Fernández 57' Boselli 72' | Estádio Governador Magalhães Pinto (Mineirão), Belo Horizonte diváci: 65 000 rozhodčí: Carlos Chandía (Chile) |

| Vítěz Copa Libertadores 2009 Estudiantes Čtvrtý titul |